# Zeehondencentrum Pieterburen
Het Zeehondencentrum Pieterburen, voorheen Zeehondencrèche Pieterburen, is een opvangcentrum voor zeehonden in Nederland, gevestigd in het Groningse dorp Pieterburen. Het heette ooit zeehondencrèche omdat het vooral jonge verweesde zeehonden opving. Tegenwoordig worden er zieke en verzwakte zeehonden van alle leeftijden opgevangen en behandeld die vervolgens weer vrijgelaten worden. Het centrum zet zich in voor het beheer en behoud van het leefgebied van de zeehond, leidt mensen op om met deze zeezoogdieren te werken, verricht onderzoek en geeft voorlichting. Begin 2025 worden de activiteiten ondergebracht in het Werelderfgoedcentrum Waddenzee en zal het centrum in Pieterburen sluiten voor bezoekers. 

## Geschiedenis
In Pieterburen worden op initiatief van Lenie 't Hart sinds 1971 zeehonden opgevangen. Dit in navolging van het echtpaar Wentzel dat eerder in Uithuizen al zeehonden opving. Vanaf 1952 ving het Texels museum ook zeehonden op, wat later overgenomen is door Ecomare.
De bij het woonhuis van 't Hart gelegen crèche is diverse malen uitgebreid. Het huidige gebouw werd officieel geopend op 7 september 1978. VARA-presentator Bert Garthoff, bekend van het programma "Weer of geen weer", legde de eerste steen. Hij werd gevraagd omdat hij een van de eersten in Nederland was die via de microfoon opriepen aandacht aan het milieu te schenken. In 2006 werd de crèche omgedoopt in 'Zeehondencrèche Lenie 't Hart'.
Op 2 november 2024 werd er in de media bekendgemaakt dat het zeehondencentrum te Pieterburen in 2025 gaat sluiten. Na vijftig jaar te hebben dienstgedaan als opvangcentrum worden de activiteiten overgenomen door het werelderfgoedcentrum in Lauwersoog. Dit centrum dat een brede educatieve functie heeft gericht op alle aspecten van de Waddenzee zal volgens planning in april 2025 de deuren openen.

## Activiteiten
Het Zeehondencentrum beschikt over vrijwilligers die zeehonden snel van de gevonden plek kunnen ophalen. Vervolgens worden ze verzorgd door vrijwilligers en professionele krachten. Daarnaast geeft het centrum voorlichting over het milieu en bedreigingen van de zeehonden zoals netten en plastic. Hiertoe werd in 2015 een nieuw bezoekerscentrum geopend met daarin extra aandacht voor recycling van plastic en netten uit zee.

## Zeehondencrèche nieuwe stijl
In 2012 stopte 't Hart als directeur van de Zeehondencrèche. Uiteindelijk nam Niek Kuizenga het roer over. Lenie 't Hart bleef nog wel aan het centrum verbonden, onder meer voor internationale projecten en fondsenverwerving maar verzette zich hevig tegen een moderner opvangbeleid gebaseerd op nieuwe kennis en ervaringen en die paste bij de huidige zeehondenpopulatie.
In 2014 kwam de slepende controverse tot een uitbarsting. De directie en medewerkers wilden zeehonden onder andere condities opvangen, pups niet direct meer bij de moeder weghalen zoals onder 't Hart gebeurde en een kortere opvangperiode voor de zeehonden als de fysieke toestand van de dieren dat toeliet. Het gebruik van antibiotica bij de opgevangen dieren moest verminderd worden om resistentie te voorkomen. Dit was zeer tegen de visie van 't Hart die vond dat alle dieren preventief met antibiotica behandeld moesten worden. Een centraal punt in het conflict was de vraag of alle op het strand liggende zeehonden moesten worden opgevangen. Volgens Lenie 't Hart is een zeehondpup op het strand altijd hulpbehoevend, terwijl de directie en medewerkers dat bestreden: volgens nieuwe wetenschappelijk inzichten lieten zeehonden hun pups weleens alleen om voedsel te halen in zee. De directie botste daarmee ook met de door 't Hart ingestelde raad van toezicht. De crisis kwam tot een hoogtepunt nadat 't Hart een vriend, TROS-coryfee Wibo van de Linde, had aangesteld als voorzitter van de raad van toezicht en via de media had laten weten dat het nieuwe opvangbeleid illegaal was. Het personeel eiste hierop meer beleidsvrijheid en ging toen ze dat niet kreeg, in staking.
Nadat in 2014 de raad van toezicht vervangen werd verbrak 't Hart de banden met de zeehondencrèche. Verschillende pogingen van 't Hart om een vertrekpremie van honderdvijftigduizend euro mee te krijgen, draaiden op niets uit. De naam van de crèche veranderde van Zeehondencrèche Lenie 't Hart in de oude naam, Zeehondencrèche Pieterburen.
In de jaren hierna bleek uit onderzoek van de Rijksuniversiteit Groningen dat zeehondmoeders hun pups soms wel een hele dag alleen laten op het strand.
Op 5 januari 2025 is het Zeehondencentrum te Pieterburen gesloten. In het voorjaar van 2025 gaat de opvang weer open in het Werelderfgoedcentrum, in de haven van Lauwersoog. Hier wordt de opvang onderdeel van het bredere Werelderfgoedcentrum Waddenzee.